# Военно-мемориальный комплекс Карельского фронта
Военно-мемориальный комплекс Карельского фронта «Аллея памяти и славы» — мемориальный комплекс, посвящённый воинам Карельского фронта Великой Отечественной войны. Расположен в городе Петрозаводске в сквере Партизанская Поляна в районе соединения улицы Гоголя с улицей Фридриха Энгельса, около Губернаторского сада.

## История мемориального комплекса

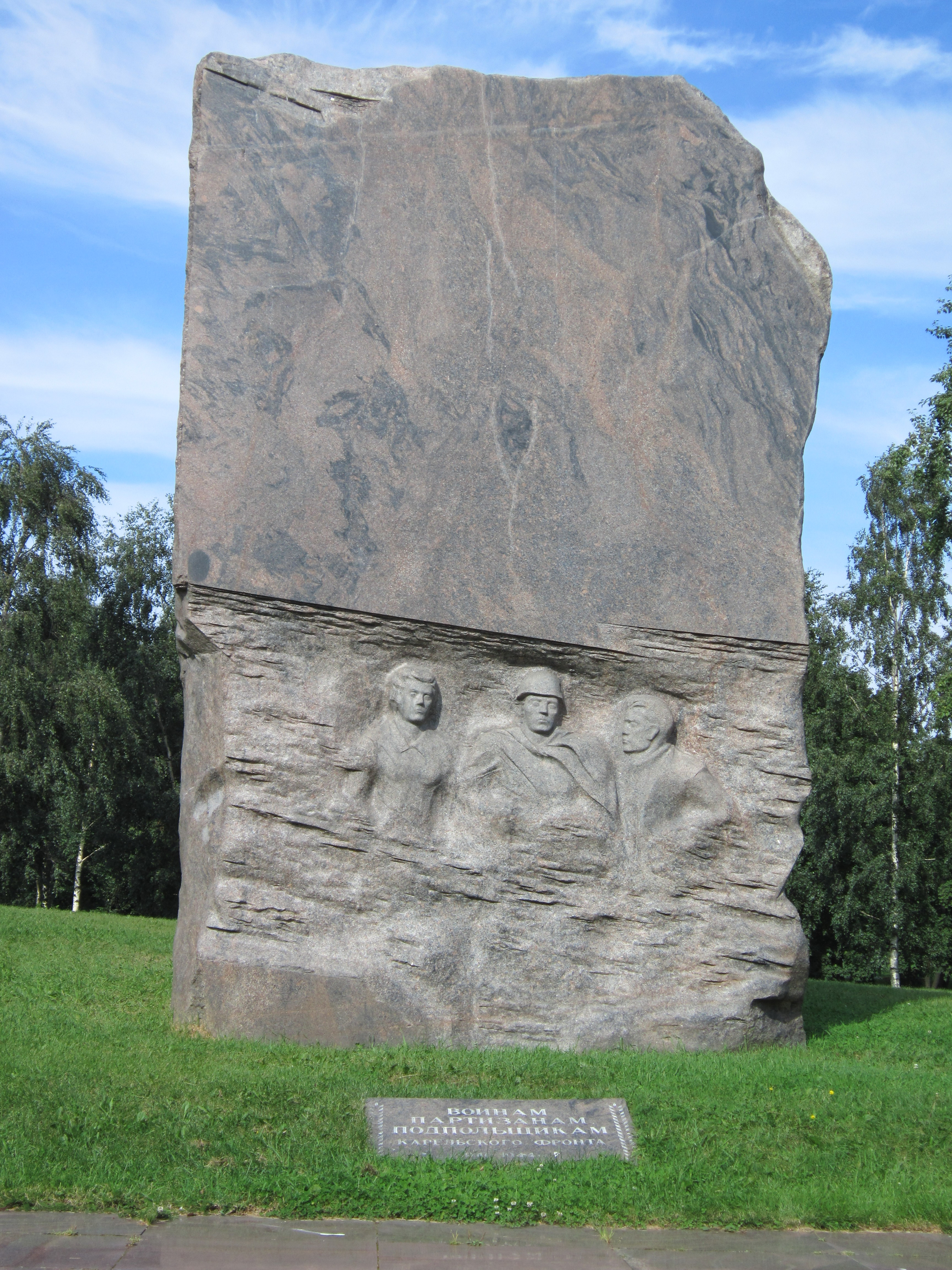
На памятнике: Сильва Паасо, Неизвестный солдат и Иван Григорьев

Впервые вопрос об увековечении памяти подвига солдат, воевавших на Карельском фронта в годы Великой Отечественной войны, обсуждался властями Карельской АССР в 1960-х годах.
20 ноября 1974 года, карельский обком КПСС принял постановление «Об увековечении памяти партизанского движения Карельского фронта в Великой Отечественной войне», согласно которому на углу улиц Фридриха Энгельса и Гоголя было решено создать мемориальную Поляну партизанской славы. В 1970-х годах состоялось несколько конкурсных процедур, однако мемориал так и не был построен.
В 1982 году был объявлен новый конкурс, победителями которого стали скульптор Михаил Коппалев, художник Герман Иванов и архитектор Евгений Карманов. Корректировку проекта выполнил московский скульптор Геннадий Потапов.
В 1984 году началось строительство мемориал. В это время на Партизанскую поляну был привезён двухсоттонный пятиметровый камень, который должен был стать центральным памятником мемориала. После этого строительные работы были приостановлены.
В 1987 году рядом с привезённым камнем появился гипсовый макет планировавшегося мемориала, территория прилегающего сквера была благоустроена, на камне установлена мемориальная доска.
В 2002 году строительство возобновилось по новому проекту. 22 июня 2003 года памятник был заново открыт. На установленном ещё в 1984 году камне изобразили неизвестного солдата, подпольщицу Сильву Паасо и партизана Ивана Григорьева. Вместо старой мемориальной доски была открыта новая — у подножья мемориала.
21 июля 2003 года мемориал посетил Президент России Владимир Путин.
В 2004 году с инициативой к органам власти об увековечении на этом месте всех объединений и соединений Карельского фронта за 1941—1944 гг. обратился председатель Петрозаводского военно-исторического клуба «Стягъ» Александр Федосов. В 2006 году инициативу поддержал Комитет ветеранов войны и военной службы Республики Карелия (В. В. Громов, А. М. Цыба), предложивший проект создания мемориального комплекса.
В 2014 году строительство мемориала было снова возобновлено по третьему проекту. 8 мая 2015 года состоялось торжественное открытие мемориального комплекса. Вместо одной мемориальной доски построено несколько памятных знаков: комплекс увековечил память всех воинских формирований Карельского фронта, принимавших участие в обороне и освобождении Карелии, а также имена 134 Героев Советского Союза и 15 полных кавалеров ордена Славы, удостоенных этого звания за отличия в сражениях в составе частей и соединений Карельского фронта.

## Состав мемориального комплекса

### Памятник воинам, партизанам, подпольщикам Карельского фронта
- Неизвестный солдат
- Подпольщица Сильва Паасо
- Партизан Иван Григорьев

### Памятник «Карельский фронт. 1941—1944»
- Командующий войсками генерал-полковник Фролов Валериан Александрович
- Командующий войсками Маршал Советского Союза Мерецков Кирилл Афанасьевич

### Памятник «7 армия»
- Командующий Герой Советского Союза генерал-лейтенант Гореленко Филипп Данилович
- Командующий генерал-лейтенант Крутиков Алексей Николаевич
- Командующий генерал-лейтенант Глуздовский Владимир Алексеевич

### Памятник «14 армия»
- Командующий генерал-лейтенант Фролов Валериан Александрович
- Командующий генерал-майор Панин Роман Иванович
- Командующий генерал-лейтенант Щербаков Владимир Иванович

### Памятник «19 армия»
- Командующий генерал-лейтенант Морозов Степан Ильич
- Командующий генерал-майор Козлов Георгий Кириллович

### Памятник «26 армия»
- Командующий генерал-майор Никишин Николай Николаевич
- Командующий генерал-лейтенант Сквирский Лев Соломонович

### Памятник «32 армия»
- Командующий генерал-лейтенант Трофименко Сергей Георгиевич
- Командующий Герой Советского Союза генерал-лейтенант Гореленко Филипп Данилович

### Памятник «7 воздушная армия»
- Командующий генерал-полковник авиации Соколов Иван Михайлович

### Памятник «Военные флотилии»
- Беломорская военная флотилия
  - Командующий контр-адмирал Долинин Михаил Михайлович
  - Командующий вице-адмирал Степанов Георгий Андреевич
  - Командующий вице-адмирал Кучеров Степан Григорьевич
  - Командующий вице-адмирал Пантелеев Юрий Александрович
- Ладожская военная флотилия
  - Командующий контр-адмирал Чероков Виктор Сергеевич
- Онежская военная флотилия
  - Командующий капитан 1 ранга Дьяконов Александр Петрович
  - Командующий вице-адмирал Абанькин Павел Сергеевич
  - Командующий капитан 1 ранга Антонов Неон Васильевич

### Памятник «Войска НКВД СССР»
- Пограничные войска НКВД Карело-Финского округа
  - Начальник войск генерал-майор Далматов Василий Никитич
- Войска НКВД по охране тыла Карельского фронта
  - Начальник войск генерал-майор Киселёв Александр Яковлевич
  - Начальник войск генерал-майор Молошников Иван Прокопьевич
- Пограничные отряды
  - 1-й Калевальский пограничный отряд
  - 3-й пограничный отряд
  - 72-й пограничный отряд
  - 73-й пограничный отряд
  - 80-й пограничный отряд
  - 82-й пограничный отряд
  - 100-й пограничный отряд
  - 101-й пограничный отряд
- Пограничные полки
  - 72-й пограничный полк
  - 73-й пограничный полк
  - 80-й пограничный полк
  - 82-й пограничный полк
  - 101-й пограничный полк

### Памятный знак «Боевой состав Карельского фронта. 1941—1944»
- Кемская оперативная группа
- Медвежьегорская оперативная группа
- Масельгская оперативная группа
- Стрелковые корпуса
  - 4 стрелковый корпус
  - 31 стрелковый корпус
  - 37 гвардейский стрелковый корпус
  - 42 стрелковый корпус
  - 94 стрелковый корпус
  - 99 стрелковый корпус
  - 120 лёгкий горно-стрелковый корпус
  - 126 лёгкий горно-стрелковый корпус
  - 127 лёгкий горно-стрелковый корпус
  - 131 стрелковый корпус
  - 132 стрелковый корпус
  - 133 стрелковый корпус
  - 134 стрелковый корпус
  - 135 стрелковый корпус
- Авиационные дивизии
  - 1 авиационная дивизия
  - 1 гвардейская авиационная дивизия (258 авиационная дивизия)
  - 55 авиационная дивизия
  - 103 авиационная дивизия
  - 113 авиационная дивизия
  - 257 авиационная дивизия
  - 259 авиационная дивизия
  - 260 авиационная дивизия
  - 261 авиационная дивизия
  - 324 авиационная дивизия
- Артиллерийские дивизии
  - 7 артиллерийская дивизия прорыва
- Танковые дивизии
  - 1 танковая дивизия
- Стрелковые дивизии
  - 3 дивизия народного ополчения
  - 10 гвардейская стрелковая дивизия (52 стрелковая дивизия)
  - 14 стрелковая дивизия
  - 18 стрелковая дивизия
  - 21 стрелковая дивизия
  - 23 гвардейская стрелковая дивизия (88 стрелковая дивизия)
  - 27 стрелковая дивизия (Ребольская стрелковая дивизия)
  - 37 стрелковая дивизия (Петрозаводская стрелковая дивизия)
  - 45 стрелковая дивизия
  - 54 стрелковая дивизия
  - 65 стрелковая дивизия
  - 67 стрелковая дивизия
  - 71 стрелковая дивизия
  - 83 стрелковая дивизия
  - 98 гвардейская стрелковая дивизия
  - 99 гвардейская стрелковая дивизия
  - 100 гвардейская стрелковая дивизия
  - 104 стрелковая дивизия
  - 114 стрелковая дивизия
  - 122 стрелковая дивизия
  - 152 стрелковая дивизия
  - 168 стрелковая дивизия
  - 176 стрелковая дивизия
  - 205 стрелковая дивизия (Полярная стрелковая дивизия, 186 стрелковая дивизия)
  - 263 стрелковая дивизия
  - 272 стрелковая дивизия
  - 289 стрелковая дивизия
  - 310 стрелковая дивизия
  - 313 стрелковая дивизия
  - 341 стрелковая дивизия
  - 367 стрелковая дивизия
  - 368 стрелковая дивизия
- Стрелковые бригады
  - 1 стрелковая бригада
  - 2 стрелковая бригада
  - 3 стрелковая бригада
- Лыжные бригады
  - 1 лыжная бригада
  - 2 лыжная бригада
  - 3 лыжная бригада
  - 4 лыжная бригада
  - 5 лыжная бригада
  - 6 лыжная бригада
  - 7 лыжная бригада
  - 8 лыжная бригада
  - 30 лыжная бригада
  - 31 лыжная бригада
  - 32 лыжная бригада
  - 33 лыжная бригада
- Танковые бригады
  - 7 гвардейская танковая бригада
  - 38 гвардейская танковая бригада
  - 29 танковая бригада
- Морские бригады
  - 3 бригада морской пехоты
  - 12 бригада морской пехоты
  - 61 морская бригада
  - 65 морская бригада
  - 66 морская бригада
  - 67 морская бригада
  - 69 морская бригада
  - 70 морская бригада
  - 72 морская бригада
  - 77 морская бригада
  - 80 морская бригада
  - 85 морская бригада
- Инженерные бригады
  - 1 инженерная бригада спецназначения
  - 1 мотоинженерная бригада
  - 13 штурмовая инженерно-сапёрная бригада
  - 20 штурмовая инженерно-сапёрная бригада
- Артиллерийские бригады
  - 1 гвардейская корпусная артиллерийская бригада
  - 3 миномётная бригада
  - 7 гвардейская миномётная бригада реактивной артиллерии
  - 9 гвардейская пушечная артиллерийская бригада
  - 11 лёгкая артиллерийская бригада
  - 17 пушечная артиллерийская бригада
  - 25 гвардейская миномётная бригада
  - 25 гаубичная артиллерийская бригада
  - 105 гаубичная артиллерийская бригада большой мощности
- Укреплённые районы
  - 2 укреплённый район
  - 22 укреплённый район
  - 23 укреплённый район
  - 26 укреплённый район
  - 150 укреплённый район
  - 162 укреплённый район
- Отдельные подразделения
  - Отдельные аэросанные батальоны
  - Отдельные танковые и самоходно-артиллерийские полки
  - Отдельные дивизионы бронепоездов
  - 1 партизанская бригада
  - Партизанские отряды
  - Сводные подразделения
  - Истребительные батальоны
  - Подпольные группы

### Памятный знак «Герои Советского Союза Карельского фронта»
- Азаров Семён Иванович
- Алиев Александр Мамедович
- Алиев Саид Давыдович
- Анохин Алексей Васильевич
- Асеев Алексей Александрович
- Асриян Ашот Минасович
- Ашурков Никита Егорович
- Баландин Михаил Фокич
- Барышев Аркадий Фёдорович
- Бекбосунов Серикказы
- Берестовенко Михаил Порфирьевич
- Билюкин Александр Дмитриевич
- Бобро Николай Макарович
- Борисов Александр Михайлович
- Бочков Иван Васильевич
- Бредов Анатолий Фёдорович
- Бродюк Владимир Владимирович
- Валентеев Степан Елисеевич
- Варламов Николай Гаврилович
- Василисин Сергей Дмитриевич
- Васильев Тимофей Петрович
- Высоцкий Пётр Иосифович
- Гальченко Леонид Акимович
- Генералов Алексей Петрович
- Гладышев Николай Александрович
- Гонтарь Константин Михайлович
- Грязнов Александр Матвеевич
- Данилов Николай Фёдорович
- Деменков Лаврентий Васильевич
- Дивочкин Александр Андреевич
- Дмитрюк Григорий Федосеевич
- Дончук Василий Иванович
- Дубинин Василий Михайлович
- Екимов Григорий Андреевич
- Елютин Василий Павлович
- Загидулин Фахрутдин Гильмутдинович
- Зажигин Иван Степанович
- Закоркин Николай Степанович
- Западинский Александр Семёнович
- Заходский Александр Иванович
- Зимаков Иван Петрович
- Зюзин Пётр Дмитриевич
- Иванов Василий Макарович
- Иванов Леонид Илларионович
- Ивашкин Василий Ильич
- Ивченко Михаил Лаврентьевич
- Иллюшко Павел Иванович
- Кайков Павел Александрович
- Кайманов Никита Фадеевич
- Каковкин Иван Григорьевич
- Карандаков Виктор Владимирович
- Карданов Мурат Асхадович
- Квасников Михаил Савельевич
- Киреев Семен Яковлевич
- Кобзев Степан Петрович
- Козлов Алексей Васильевич
- Кокорин Анатолий Александрович
- Колесников Алексей Васильевич
- Компанеец Фёдор Григорьевич
- Королёв Василий Иванович
- Краснолуцкий Митрофан Петрович
- Кривошеев Ефим Автономович
- Крупский Виктор Иосифович
- Крылов Фёдор Михайлович
- Кузнецов Алексей Кириллович
- Кузнецов Николай Александрович
- Кук Василий Семёнович
- Кулик Константин Алексеевич
- Куропаткин Николай Фёдорович
- Кутахов Павел Степанович
- Кухаренко Николай Иванович
- Леонов Михаил Иванович
- Леонович Иван Семёнович
- Леселидзе Виктор Николаевич
- Лисицына Анна Михайловна
- Литвиненко Трофим Афанасьевич
- Логинов Сергей Дмитриевич
- Лузан Фёдор Афанасьевич
- Малышев Виктор Александрович
- Маркелов Владимир Андреевич
- Мартыненко Иван Павлович
- Мелентьева Мария Владимировна
- Миронов Виктор Петрович
- Митрохин Василий Борисович
- Михайлов Михаил Антонович
- Морозов Иван Дмитриевич
- Мошкин Александр Иванович
- Муругов Степан Яковлевич
- Мытарев Иван Петрович
- Немчиков Владимир Иванович
- Николаенков Александр Игнатьевич
- Павлов Пётр Павлович
- Паньков Иван Кириллович
- Паршуткин Тимофей Иванович
- Петриков Андрей Гаврилович
- Плис Иван Григорьевич
- Поздняков Алексей Павлович
- Покрамович Дмитрий Семёнович
- Полыгалов Василий Афанасьевич
- Попов Михаил Романович
- Примаков Павел Петрович
- Репников Николай Фёдорович
- Родионов Михаил Егорович
- Руденко Николай Матвеевич
- Салов Михаил Владимирович
- Саломатин Владимир Ильич
- Самохин Пётр Яковлевич
- Сливка Антон Романович
- Смирнов Сергей Иванович
- Соколов Василий Афанасьевич
- Соколов Михаил Васильевич
- Спирин Василий Романович
- Степовой Арсентий Иванович
- Стрельцов Павел Васильевич
- Стрыгин Василий Петрович
- Тикиляйнен Пётр Абрамович
- Тихонов Михаил Иванович
- Торцев Александр Григорьевич
- Трубачёв Василий Алексеевич
- Тушев Иван Тимофеевич
- Ударцев Григорий Андреевич
- Филин Михаил Иванович
- Фомченков Константин Фёдорович
- Фролов Андрей Дмитриевич
- Харчиков Михаил Борисович
- Хлобыстов Алексей Степанович
- Худанин Фёдор Николаевич
- Черняев Виктор Васильевич
- Чухреев Николай Максимович
- Шабунин Иван Васильевич
- Шаренко Василий Петрович
- Шмаков Василий Иванович
- Шумейко Пётр Иванович
- Юносов Борис Николаевич

### Памятный знак «Полные кавалеры Ордена Славы»
- Архипов Ананий Семёнович
- Бородулин Иван Алексеевич
- Володин Андрей Сергеевич
- Гурьянов Николай Яковлевич
- Заев Александр Алексеевич
- Зайцев Иван Андреевич
- Кизилов Сакип Бакубович
- Киприянов Иван Петрович
- Кузнецов Алексей Николаевич
- Левченко Григорий Семёнович
- Льдинин Степан Ефимович
- Мошков Семён Лукич
- Семёнов Алексей Фадеевич
- Теслин Александр Никитович
- Шатов Пётр Иванович